# Acanthogorgia schrammi
Acanthogorgia schrammi är en korallart som beskrevs av Duchassaing och Giovanni Michelotti 1864. Acanthogorgia schrammi ingår i släktet Acanthogorgia och familjen Acanthogorgiidae. Inga underarter finns listade i Catalogue of Life.